# Orhei (condado)
Orhei é um condado (ou distrito) da Moldávia. Sua capital é a cidade de Orhei.